# Площадь Розы Люксембург (Берлин)

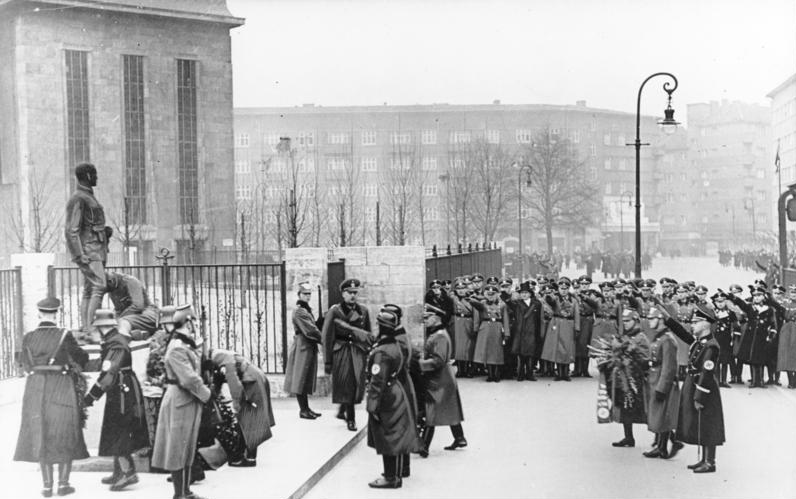
Возложение венков к памятнику Анлауфу и Ленку на площади Хорста Весселя. День германской полиции. 16 января 1937

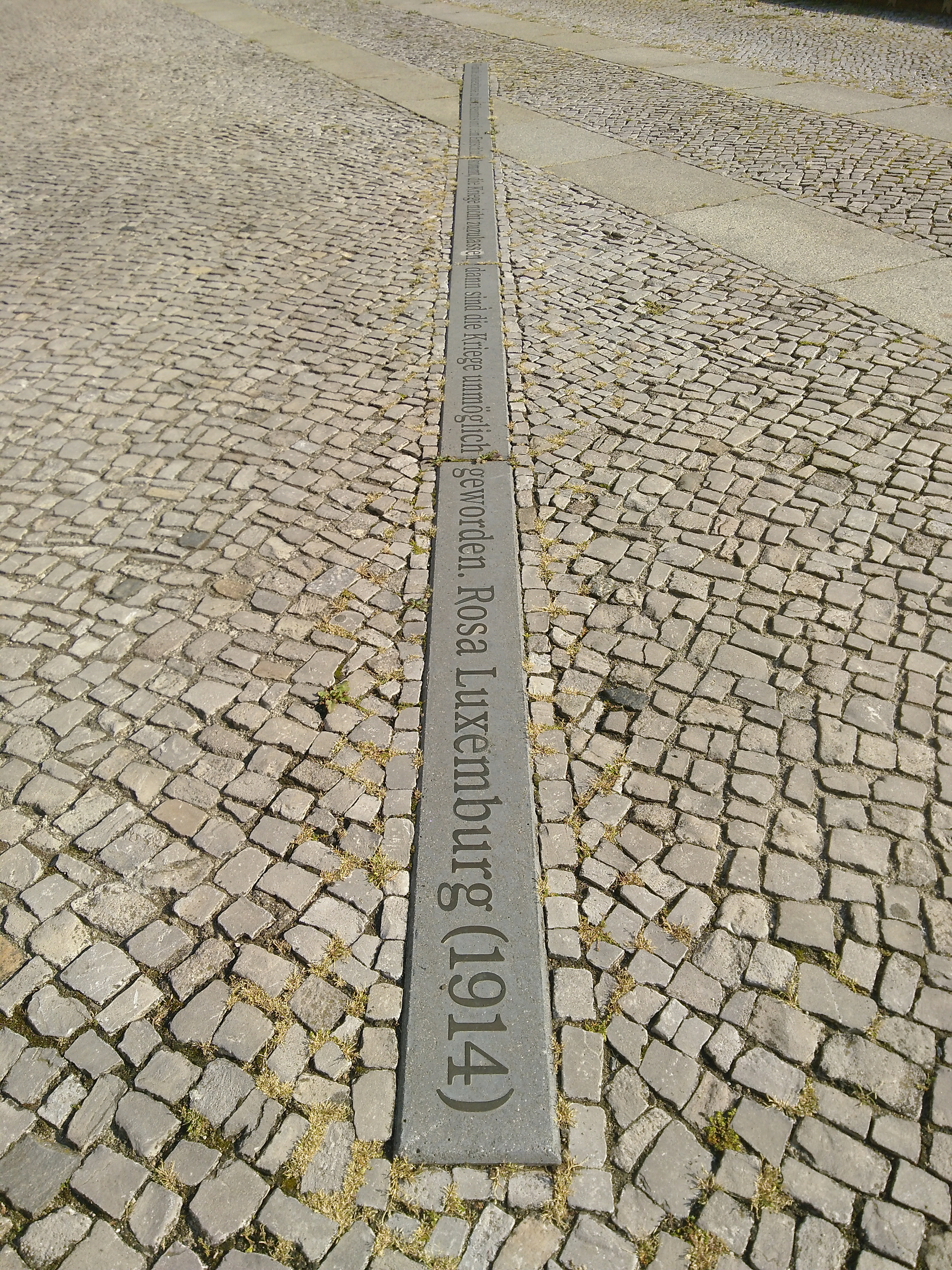
Деталь мемориала Розе Люксембург

Площадь Розы Люксембург (Роза-Люксембург-плац, нем. Rosa-Luxemburg-Platz) — площадь в берлинском историческом квартале Шойненфиртель, в районе Митте. Площадь треугольной формы появилась в ходе санирования территории в начале XX века и носила разные названия: Бабельсбергская (1907—1910), площадь Бюлова (Бюловплац, 1910—1933), площадь Хорста Весселя (1933—1945), площадь Либкнехта (1945—1947), площадь Люксембург (1947—1969). Площадь Розы Люксембург ограничена улицами Розы Люксембург, Вейдингерштрассе и Линиенштрассе. Под улицей Розы Люксембург размещается одноимённая станция 2-й линии Берлинского метрополитена. Символом площади Розы Люксембург является здание театра «Фольксбюне».

## История
Подземные работы по строительству метрополитена повлекли масштабный снос старого и тесного Шойненфиртеля. По новому градостроительному плану берлинского магистрата в центре квартала к 1905 году появилась новая площадь треугольной формы. Первое новое здание у Бабельсбергской площади появилось в 1912 году, и это было торгово-офисное здание, которое в 1926 году приобрела под штаб-квартиру Коммунистическая партия Германии и переименовала в Дом Карла Либкнехта. В 1913—1915 годах на площади было возведено первое собственное здание театра «Фольксбюне» по проекту архитектора Оскара Кауфманна.
Строительство на площади было прервано Первой мировой войной и гиперинфляцией 1914—1923 годов. По результатам архитектурного конкурса 1925 года по проекту архитектора Ганса Пёльцига в 1927—1929 годах было возведено несколько жилых и офисных зданий, в одном из которых 11 апреля 1929 года открылся знаменитый кинотеатр «Вавилон». 9 августа 1931 года неподалёку от кинотеатра «Вавилон» члены КПГ Эрих Мильке и Эрих Цимер совершили убийство двух полицейских. Мильке и Цимер бежал в СССР. В честь погибших полицейских Пауля Анлауфа и Франца Ленка был установлен бронзовый памятник работы скульптора Ганса Даммана. Во Вторую мировую войну памятник был демонтирован и расплавлен в рамках народного сбора металла на военные нужды.
После прихода к власти национал-социалисты присвоили площади имя Хорста Весселя, убитого коммунистами в 1930 году. Штурмовые отряды заняли штаб-квартиру КПГ и переименовали здание в Дом Хорста Весселя.
Во Вторую мировую войну многие здание на площади были разрушены. Для вывоза строительного мусора в центре Берлина использовались узкоколейки с вагонетками. В 1948—1950 годах напротив здания «Фольксбюне» размещалось веерное депо.
В сентябре 2006 года на площади был установлен памятник Розе Люксембург по проекту Ханса Хааке.